# Cal Mariano (la Fatarella)
Cal Mariano és un edifici de la Fatarella inclòs a l'Inventari del Patrimoni Arquitectònic de Catalunya.

## Descripció
És una construcció de planta baixa, dos pisos i golfes. Sensiblement rectangular, entre mitgeres i amb façana al carrer del Forn a base de paredat arrebossat. A la planta baixa presenta un arc de mig punt amb dovelles. Les plantes superiors són de paredat arrebossada. El primer pis presenta un balcó corregut a tota la façana. El segon pis té un balcó i una finestra, i les golfes presenten dues finestres, més petites.
A la planta baixa encara es veuen els emmarcaments i la llinda d'una finestra original, avui tapiats.
El remat de la coberta està fet de petites llosanes de pedra en voladís.
A la clau de l'arc hi ha esculpit un element vegetal.

## Història
És un habitatge situat al carrer del Forn, carrer costerut on la part superior del carrer es veu enfront una arcada avui adossada a façana, que corresponia antigament a un porxo públic.